# Club Deportivo Benicasim
El Club Deportivo Benicasim es un club de fútbol de la ciudad de Benicasim (Castellón) España. Fue fundado en 1947, y en la temporada 2024/25 juega en la Lliga Tercera FFCV.

## Historia
El Club Deportivo Benicasim compite en Regional Preferente desde 2006, año que descendió de Tercera División, la cual ha disputado dos temporadas (desde 2004 a 2006).
En la temporada 2006/07 volvió a clasificarse para jugar la promoción a Tercera División, ya que al finalizar la última jornada quedó en la tercera posición de la tabla. Pero en la primera ronda fue eliminado por el Olímpic de Xàtiva que, a pesar de haberle ganado en la ida por 2-0, perdieron la vuelta por un contundente 4-0 en territorio setabense.
En la temporada 2007/2008 volvió a clasificarse para jugar la promoción a Tercera División, ya que al finalizar la última jornada quedó en la tercera posición de la tabla. Pero en la primera ronda fue eliminado por el Horadada (club con el mayor presupuesto de su grupo de Regional Preferente, esa misma temporada).
También en la temporada 07/08 dejaría la presidencia tras más de 8 años en el club, Bienvenido Casares (bajo la presidencia del cual se consiguió el ascenso a 3.ª division en la temporada 2003/04).
Actualmente, el CD Benicasim, compite en el Grupo I de Primera Regional de la Comunidad Valenciana, categoría en la que el club no estaba desde hace más de una década. La temporada 2015/16, descendió a Primera traumáticamente, con problemas económicos e institucionales. La temporada 2016/17, es una temporada de transición dentro del club, nueva directiva y plantilla nueva en su totalidad.

### Himno del club
Fue estrenado en la pretemporada 2009/10, siendo presidente Don José Laguía, en presencia del Alcalde de la población y autoridades. La música y letra fueron obra del compositor Don Joan Castells Badenes.

## Uniforme
- Uniforme titular: Camiseta rojiblanca a franjas verticales, pantalón y medias rojas.
- Uniforme suplente: Camiseta negra, pantalón negro, medias negras.

## Estadio
El Club Deportivo Benicasim disputa sus partidos en el Municipal Torre San Vicente, con una capacidad para 1000 espectadores y desde 1998 dispone de césped artificial en el que juega tanto el primer equipo como las categorías del fútbol base.

## Datos del club
- Temporadas en 1.ª: 0
- Temporadas en 2.ª: 0
- Temporadas en 2ªB: 0
- Temporadas en 3.ª: 2
- Mejor puesto en la liga: 17º (3ª División - Temporada 2004-05)